# フォルゴーソ・ド・コウレル

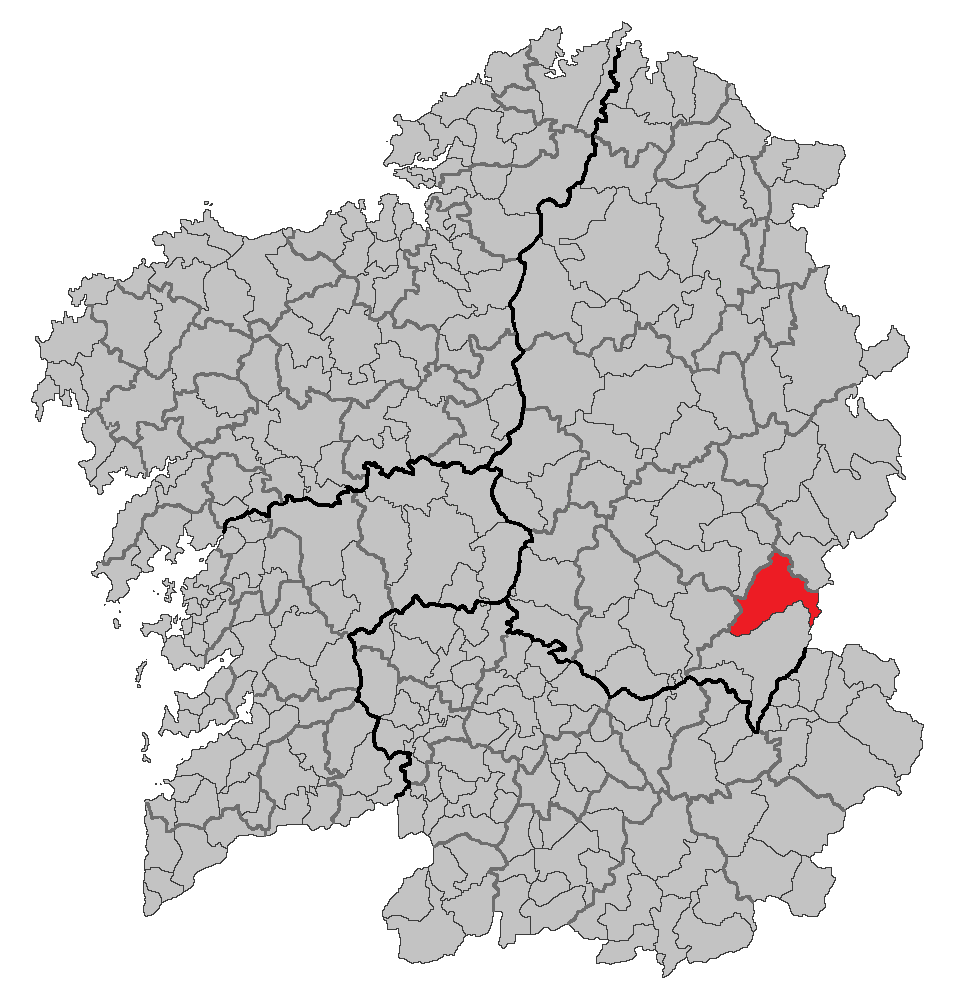

フォルゴーソ・ド・コウレル（Folgoso do Courel）は、スペイン、ガリシア州、ルーゴ県の自治体。コマルカ・デ・キローガに属する。ガリシア統計局によれば、2012年の人口は1,160人（2011年：1,211人、2009年：1,233人、2006年:1.310人、2005年:1.346人、2004年:1,397人、2003年:1,448人）。住民呼称は、courelao/-lá。カスティーリャ語表記はFolgoso de Caurel（フォルゴーソ・デ・カウレル）。
ガリシア語話者の割合は自治体住民の99.18％（2001年）。

## 地理
コウレル山地はルーゴ県南東部に広がる山脈で、キローガ、ペドラフィータ・ド・セブレイロにまで達している。領域は212km²の広がりを持ち、ロール川沿いの渓谷地域の海抜400mから、モントウト山、フォルミゲイロス山（1,643m）、ピーア・パシャロ山（1,610m）などの1,600m級の尾根など、高低差がある。ロール川のほかにも、いくつもの川があり、それらによって多様な生態系を持つ谷が形成されており、このことはこの地域をガリシアの植生上最も重要なものにしている。
フォルゴーソ・ド・コウレルはモンフォルテ・デ・レモス司法管轄区に属す。

### 人口
住民は9の教区の47の地区（集落）に居住する。
| フォルゴーソ・ド・コウレルの人口推移 1900－2010         |
|                                                         |
| 出典:INE（スペイン国立統計局）1900年 - 1991年、1996年 - |

## 歴史
自治体内には古代の住居跡であるカストロがいくつも残されている。
- カストロ・デ・ビラールはその防御のための外壁が特徴的で、そこでは陶製の遺物が発見されている。
- カストロ・ダ・トーレは自治体中心部のフォルゴーソ・ド・コウレル教区のソブレード地区で発見されている。
- カストロ・デ・ミラスは周囲に高い城壁をめぐらしており、その内部にいくつもの墓所が発見されている。
- カストロ・デ・トレーシャはビスーニャ教区で発見された。

## 政治
自治体首長はガリシア国民党（PPdeG）のドローレス・カストロ・オチョーア（Dolores Castro Ochoa）、自治体評議員はガリシア国民党：5、ガリシア社会党（PSdeG-PSOE）：4となっている（2011年5月22日の自治体選挙結果、得票順）。
| 1999年6月13日自治体選挙 |        |        |          |
| 政党                    | 得票数 | 得票率 | 獲得議席 |
| PSdeG-PSOE              | 636    | 51.79% | 5        |
| PPdeG                   | 520    | 42.35% | 4        |
| BNG                     | 70     | 5.70%  | 0        |

| 2003年5月25日自治体選挙 |        |        |          |
| 政党                    | 得票数 | 得票率 | 獲得議席 |
| PSdeG-PSOE              | 590    | 49.29% | 5        |
| PPdeG                   | 448    | 37.43% | 3        |
| BNG                     | 158    | 13.20% | 1        |

| 2007年5月27日自治体選挙 |        |        |          |
| 政党                    | 得票数 | 得票率 | 獲得議席 |
| PSdeG-PSOE              | 555    | 51.68% | 5        |
| PPdeG                   | 411    | 38.27% | 4        |
| BNG                     | 101    | 9.40%  | 0        |

| 2011年5月22日自治体選挙 |        |        |          |
| 政党                    | 得票数 | 得票率 | 獲得議席 |
| PPdeG                   | 581    | 54.25% | 5        |
| PSdeG-PSOE              | 405    | 37.82% | 4        |
| BNG                     | 81     | 7.56%  | 0        |

## 教区
フォルゴーソ・ド・コウレルは9の教区に分けられている。
- エスペランテ（サン・ペドロ）
- フォルゴーソ・ド・コウレル（サンタ・マリーア）
- オレオス（サン・ペドロ）
- メイラオス（サンタ・マリーア）
- ノセーダ（サン・ペドロ）
- セセーダ（サン・シルベストレ）
- セオアーネ・ド・コウレル（サン・ショアン）
- ビラモール（サン・ビセンテ）
- ビスーニャ（サンタ・エウフェミア）

## 出身著名人
- ウシーオ・ノボネイラ（Uxío Novoneyra、1930 - 1999） - 作家、2010年度ガリシア文学賞表彰者。